# Index Catalogue
Index Catalogue (IC), denumit și Index Catalogue of Nebulae, Index Catalogue of Nebulae and Clusters of Stars, IC I sau IC II, este un catalog de galaxii, de nebuloase și de roiuri de stele care servește de supliment al New General Catalogue. A fost publicat, pentru prima oară, în 1895, și a fost îmbogățit până a ajuns la 5.000 de obiecte, cunoscut ca obiecte IC.
Catalogul a fost compilat de John Dreyer în anii 1880, care l-a publicat ca două anexe (IC I& IC II) la New General Catalogue. El recapitulează descoperirile de galaxii, roiuri stelare și nebuloase între 1888 și 1907.